# Furacão Fay
O furacão Fay foi o primeiro furacão em tocar terra nas Bermudas desde o furacão Emily em 1987. A sexta tempestade nomeada e quinto furacão da temporada de furacões no Atlântico de 2014, Fay evoluiu a partir de uma ampla perturbação climática a vários centos de milhas ao nordeste das Pequenas Antilhas a 10 de outubro. Inicialmente um ciclone subtropical com um campo de vento expansivo e um campo de nuvens assimétrico, a tempestade gradualmente adquiriu características tropicais à medida que girava para o norte, passando a ser uma tempestade tropical a princípios da 11 de outubro. Apesar de estar afectada pela cisalhamento disruptiva do vento durante a maior parte de sua duração, a tempestade tropical Fay constantemente intensificado. Girando para o este, Fay atingiu brevemente o estado de furacão categoria 1 na escala de furacões de Saffir-Simpson enquanto tocava terra nas Bermudas a princípios da 12 de outubro. A cisalhamento do vento finalmente fez enfraquecimento em Fay, o que provocou que o furacão se debilite a tempestade tropical mais tarde nesse dia e se degenere num canal aberto cedo a 13 de outubro.
Emitiram-se algumas advertências e relógios de ciclones tropicais em antecipação do impacto de Fay nas Bermudas. Apesar de sua modesta força, Fay produziu grandes danos nas Bermudas. Os ventos a mais de 100 mph (155 km/h) obstruyeron as estradas com árvores caídas e mastros de serviços públicos, e deixaram à maioria dos clientes de eletricidade da ilha sem eletricidade. O edifício do terminal no Aeroporto Internacional L.F. Wade inundou-se após que a tempestade comprometeu seu sistema de teto e roladores. Ao longo da costa, a tempestade desatou e destruiu numerosos barcos. Imediatamente após o furacão, 200 soldados do Regimento de Bermudas foram chamados para limpar escombros e ajudar no reparo de danos iniciais. Os esforços de limpeza sobrepuseram-se com os preparativos para a aproximação do forte furacão Gonzalo, que açoitou a ilha menos de seis dias depois e agravou o dano. Fay e Gonzalo marcaram a primeira instância registada de dois impactos de furacões nas Bermudas numa temporada.

## História meteorológica

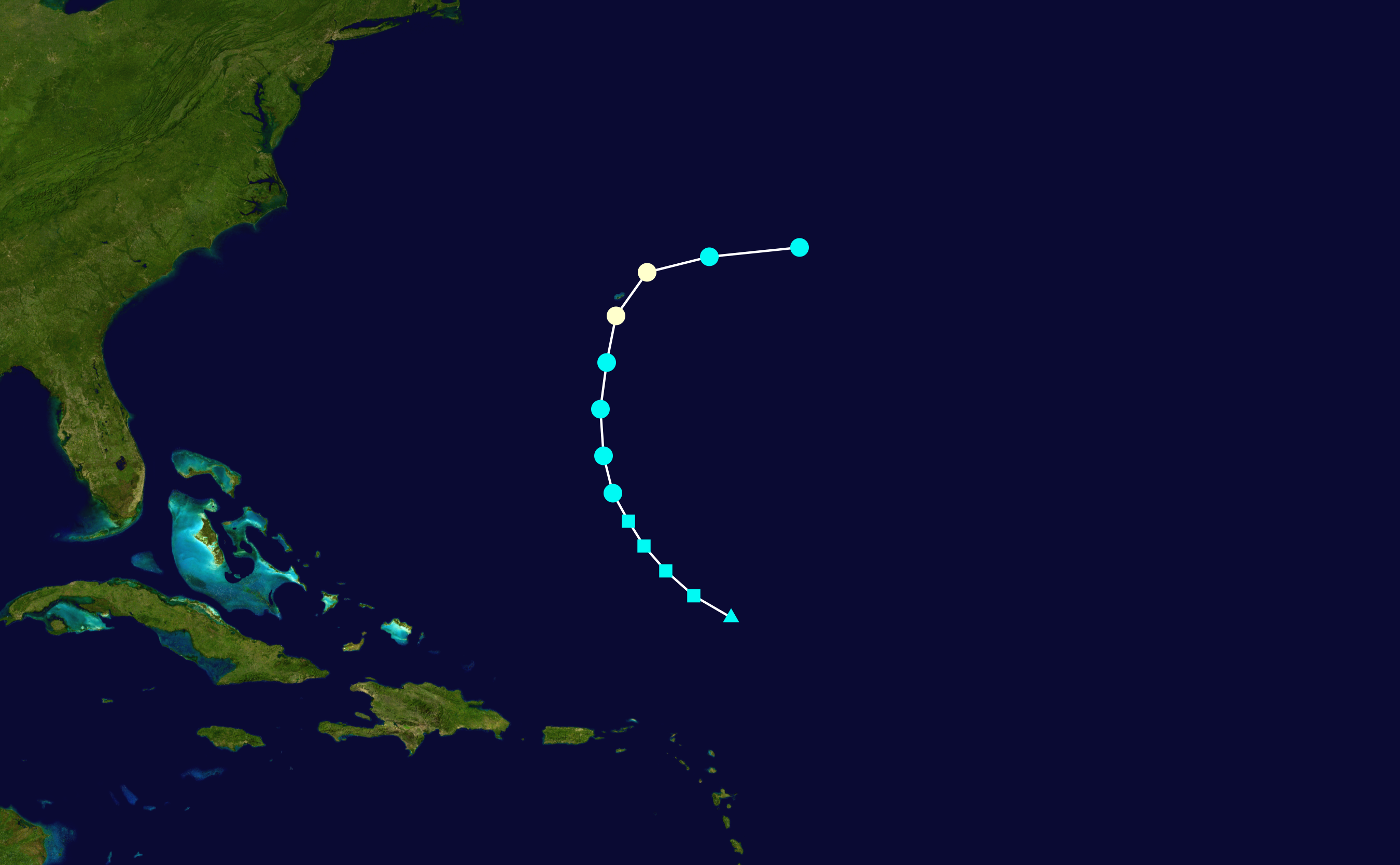
Mapa da trajectória e a intensidade da tempestade, de acordo com a escala de furacões de Saffir-Simpson

O furacão Fay se originou numa perturbação de um vale de nível médio a superior sobre o Atlântico este-central. a 7 de outubro de 2014, formou-se uma ampla região de chuvascos e tempestades elétricas a sua ao redor, possivelmente melhorada pela humidade de uma onda tropical para o sul. Ao seguir para o oeste, a energia fundiu-se num núcleo frio de nível superior baixo ao dia seguinte, e formou-se um canal associado na superfície. A cisalhamento do vento do sudoeste inicialmente obstaculizou o desenvolvimento, mas à medida que o sistema alinhou-se mais verticalmente a 9 de outubro, os ventos hostis acalmaram-se. A sua vez, uma função de bandas curvas pôde tomar forma. A princípios da 10 de outubro, as imagens satélites indicaram que o centro de circulação se tinha definido melhor, com uma faixa de convecção profunda para o norte e o oeste do baixo. Converteu-se numa tempestade subtropical às 06:00 UTC da 10 de outubro, ainda que não se chamou Fay até mais tarde nesse dia, após ser classificado inicialmente como depressão subtropical Sete. A sua participação na rádio superior e baixo dos ventos máximos do nível superior impediu a designação como um ciclone totalmente tropical.

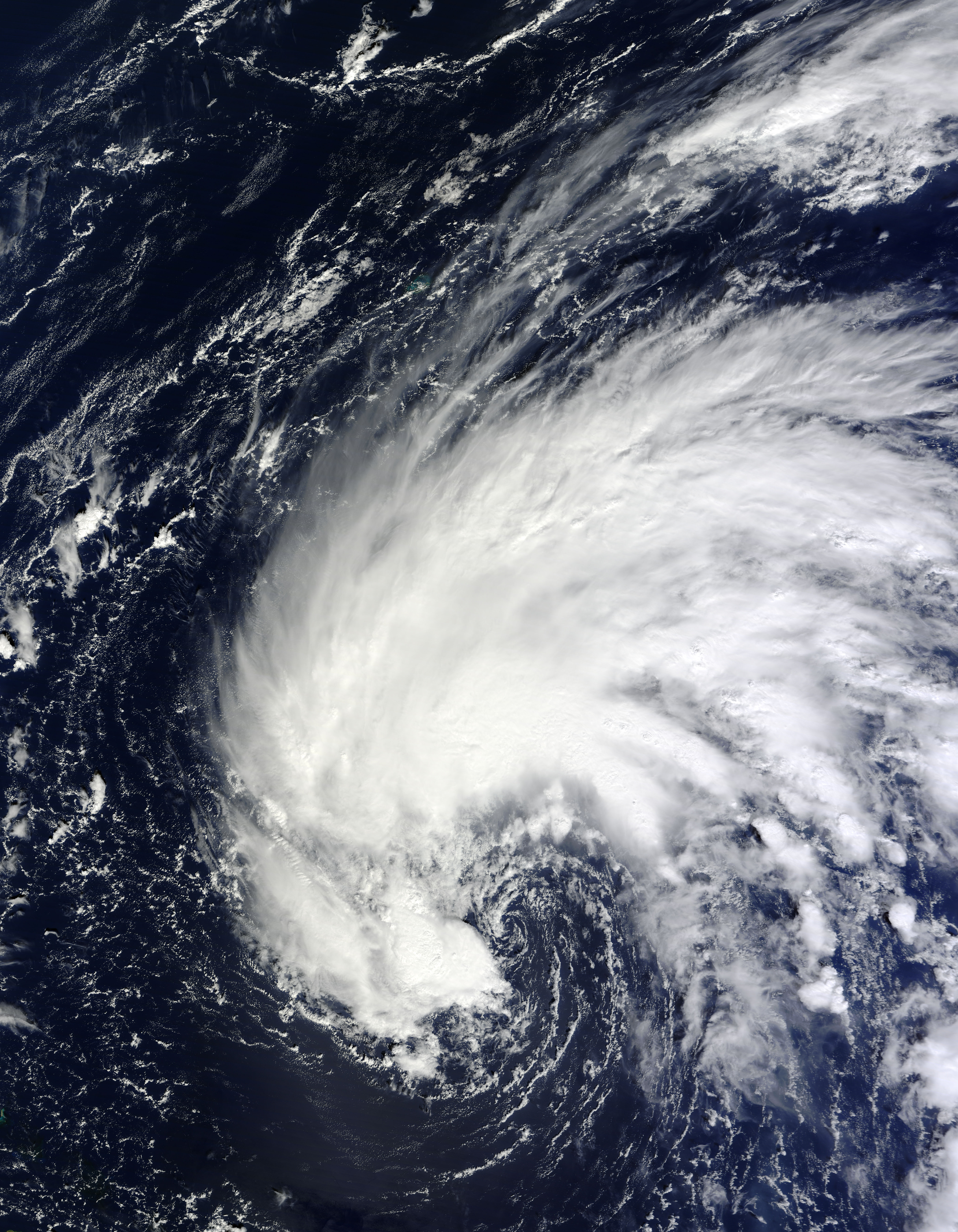
Fay como tempestade subtropical a 10 de outubro

Imediatamente após se formar, a tempestade se moveu para o noroeste ao redor da periferia de uma crista de alta pressão no Atlântico central. À medida que Fay afastava-se de seu nível superior baixo, o cisalhamento do vento aumentou novamente. O Centro Nacional de Furacões (NHC) originalmente esperava que o ciclone se mantivesse débil, mas Fay começou a se organizar mais rápido do previsto. Os ventos relativamente fortes registados por um avião de caçadores de furacões precisavam um aviso especial fora de hora para aumentar a estimativa da intensidade do ciclone. A tempestade começou a adquirir características de um sistema totalmente tropical, e apesar do forte cisalhamento do vento do sul que evita que se deslink tempestades elétricas cerca do centro, as velocidades do vento de Fay aumentaram constantemente. A divergência do ar no nível superior com respeito à baixa não tropical próxima pode ter contribuído à resistência da tempestade. Após que a convecção se voltou mais simétrica e o campo de vento se contraiu, Fay fez a transição a uma tempestade tropical às 06:00 UTC da 11 de outubro. Ao mesmo tempo, o sistema girou para o norte ao redor da crista central do Atlântico, e cedo ganhou um componente para o este de seu movimento. Fay permaneceu fortemente esquizado, com a convecção mais profunda ainda deslocada do centro.
Os prognosticadores originalmente achavam que Fay só tinha sido brevemente um furacão, mas o reanálise posterior à temporada revelou que o sistema se tinha convertido num furacão categoria 1 a princípios da 12 de outubro e manteve essa força durante 12 horas. A actualização foi confirmada por observações de boia e terra e dados de radar meteorológico. Às 08:10 UTC, o ciclone tocou terra em Bermudas com ventos máximos sustentados de 80 mph (130 km/h), a intensidade máxima do furacão. Fay foi o primeiro furacão em tocar terra na ilha desde o furacão Emily em 1987. A sua apresentação satélite melhorou à medida que formou-se uma característica ocular de nível médio, ainda que o sistema permaneceu desigual. Fay depois acelerou para o leste-nordeste por adiante de um canal de onda curta para o norte, que também actuou para melhorar ainda mais o cisalhamiento no área. O furacão finalmente sucumbiu ao persistente cisalhamento do vento quando o centro de baixo nível se desacopla do nível médio baixo e se alonga. Nas primeiras horas da manhã da 13 de outubro, Fay começou a fazer a transição a um ciclone extratropical quando entrou num ambiente baroclínico e ingeriu ar mais frio e seco. A circulação deteriorou-se rapidamente; em consequência, o Centro Nacional de Furacões (NHC) emitiu o seu último aviso operativo sobre o sistema às 21:00 UTC da 12 de outubro. Cedo ao dia seguinte, a tempestade degenerou num canal aberto, terminando sua existência como um ciclone tropical. Pouco depois, o sistema restabeleceu-se como um ciclone frontal, que perdeu sua definição sobre o Atlântico norte-oriental a 15 de outubro.

## Preparações e impacto

### Bermudas
Dantes de Fay, emitiu-se uma alerta de tempestade tropical a 10 de outubro e se actualizou a um aviso de tempestade tropical ao dia seguinte. Ademais, em resposta ao inesperado fortalecimento da tempestade, publicou-se uma alerta de furacão às 21:00 UTC da 11 de outubro. Como era domingo, todas as escolas públicas da ilha estavam fechadas. Cancelaram-se os serviços de autocarro e ferry, e dois cruzeiros atrasaram sua chegada ao porto para evitar o ciclone.

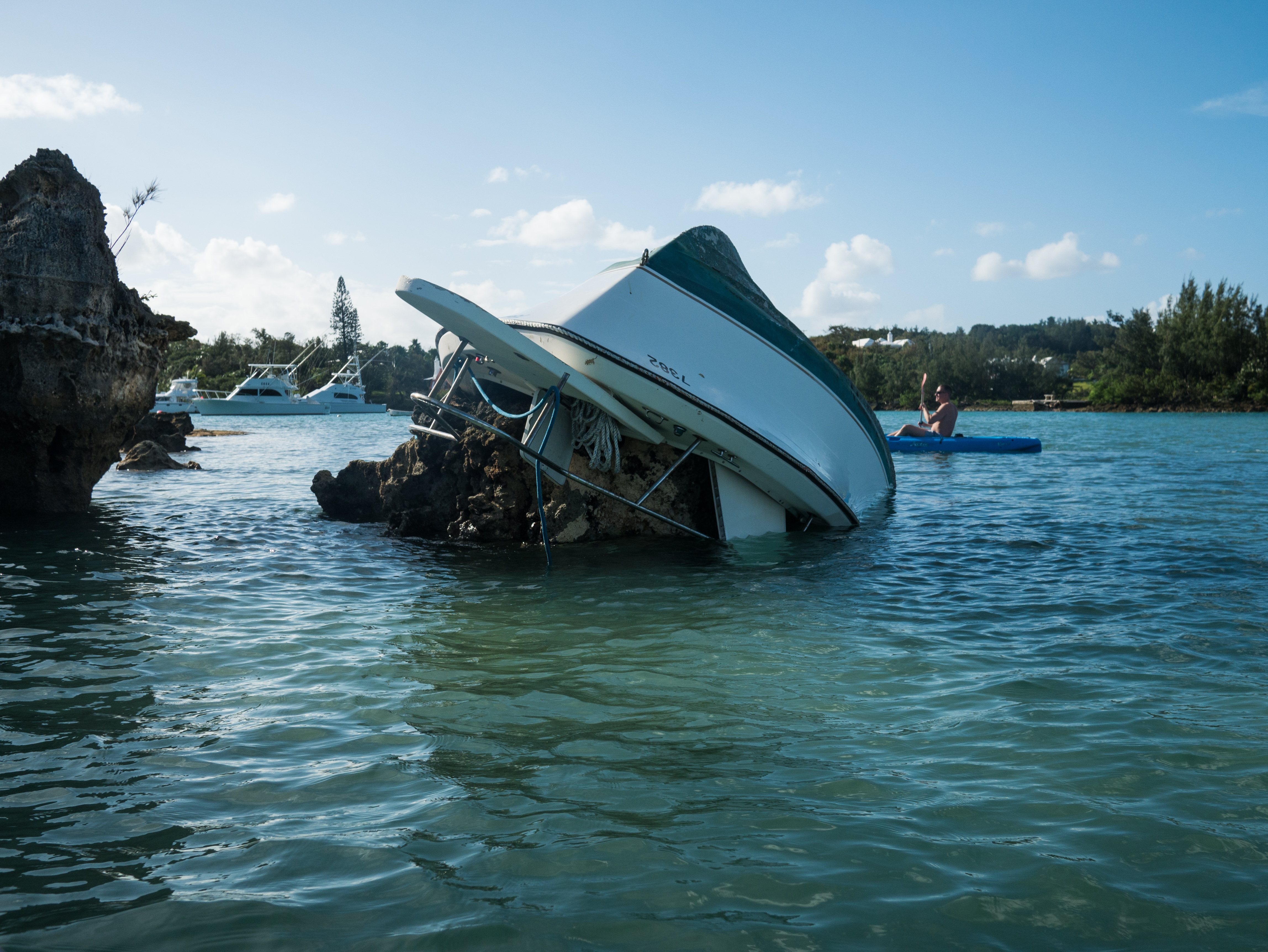
Um dos numerosos yates destroçados pelo furacão Fay

Fay produziu ventos inesperadamente fortes nas Bermudas, especialmente nas partes ocidental e meridional do território. O Aeroporto Internacional L.F. Wade informou ventos sustentados de 10 minutos de 61 mph (98 km/h), com rajádas de 82 mph (132 km/h). Várias estações em elevações mais altas registaram rajadas a mais de 115 mph (185 km/h), atingindo 123 mph (198 km/h) no Ponto do Comissionado, a uns 150 pés (46 m) sobre o nível do mar. Os ventos mais intensos ocorreram num estalido relativamente rápido na parte traseira da tempestade, dentro de uma grande banda de tempestades elétricas que afectaram a ilha um par de horas após o desembarco oficial. As imagens de radar locais indicaram uma possível atividade de tornados que coincidia com o período de ventos mais daninhos, ainda que isto também poderia ter sido um artefacto do monitoramento da velocidade do radar. Um medidor em St. George's registou uma maré ciclónica de 1.78 pés (0.54 m), ainda que o aumento das águas pode ter afectado os lados sul e oeste da ilha. A chuva extraoficialmente ascendeu a 3.70 polegadas (94 mm) segundo o informado por um membro do público, e o aeroporto registou 1.87 polegadas (47 mm) de chuva, ainda que a equipa de observação viu-se comprometido em ambos casos.
O furacão derrubou milhares de árvores e ramos de árvores, fazendo intransitáveis as ruas. Os ventos também derrubaram mastros de serviços públicos e infligiram danos no teto dos edifícios. Mais de 27,000 dos 36,000 clientes de Bermuda Electric Light Company perderam energia no ponto pior da tempestade. Vários caminhos, incluindo Front Street em Hamilton, inundaram-se. Muitos barcos de até 60 pés (18 m) de comprimento libertaram-se dos as suas amarres e sofreram danos ou foram destruídos ao ser encalhados. Os parques da cidade de Hamilton sofreram danos consideráveis e fecharam-se devido a riscos de segurança. Os efeitos combinados de Fay e Gonzalo obrigaram aos Jardins Botánicos e Arboretum a permanecer fechados até mediados de novembro, enquanto realizava-se a limpeza do dano da vegetação.
Fay danificou o teto do edifício do terminal do aeroporto, o que provocou um mau funcionamento do sistema de roladores e inundou partes da estrutura com água; A inundação resultante paralisou os sistemas informáticos cruciais para processar a informação dos passageiros. O radar do aeroporto também se viu afectado pela tempestade. Em resposta ao dano, o aeroporto fechou-se a todos os voos, ainda que se reabriu rapidamente a desvios de emergência e voos não comerciais. ] Incluídos os danos posteriores de Gonzalo, gastaram-se ao redor de $2 milhões em reparos do aeroporto, e as tempestades citaram-se mais tarde como evidência da necessidade de um terminal mais novo num lugar mais protegido.
Em general, os efeitos do ciclone foram maiores do previsto, com a destruição ao menos parcialmente facilitada por solos saturados de quase 14 polegadas (360 mm) de chuva em agosto e precipitações superiores ao normal em setembro. Os agricultores informaram que grande parte dos as suas cultivos de outono e inverno se tinham perdido, junto com algumas cabeças de ganhado. Fay e Gonzalo tiveram um impacto acumulativo significativo nas indústrias agrícolas e pesqueiras de Bermudas, contribuindo a uma ligeira diminuição do PIB. Aproximadamente uma semana após a aterragem de Fay, uma companhia de seguros local tinha recebido quase 400 reclamações resultantes da tempestade, o que representa $3.8 milhões em danos. No entanto, com várias seguradoras na ilha, o dano total total provavelmente foi muito maior; Num relatório à Organização Meteorológica Mundial, o Serviço Meteorológico de Bermudas especulou que todas as reclamações de seguros de Fay totalizaram "dezenas de milhões de dólares". Dez pessoas sofreram feridas leves relacionadas com a tempestade, mas não se atribuíram mortes à tempestade.

## Acontecimentos
Os esforços de limpeza após a tempestade aceleraram-se à medida que o furacão Gonzalo acercava-se desde o sul, no meio da preocupação de que os escombros espalhados por Fay pudessem voar e exacerbar a destruição futura. O dano imprevisto de Fay levou aos residentes a preparar-se mais a fundo para Gonzalo, como o demonstram as lojas que informam uma afluencia de clientes que compram fornecimentos de emergência. Duzentos soldados do Regimento de Bermudas ajudaram a limpar escombros e começaram a consertar danos estruturais. a 13 de outubro, tripulações de soldados colocaram lonas em 30 casas com danos no teto, bem como distribuíram outras 150 lonas aos proprietários.
A princípios da 16 de outubro, Bermuda Electric Light Company (BELCO) mudou seu enfoque da restauração do serviço após Fay aos preparativos para o ataque de Gonzalo, deixando a uns 1.500 lares sem eletricidade. Pediu-se aos clientes afectados restantes que se abstivessem de chamar para informar interrupções, já que não tentar-se-iam reparos adicionais antes do passo de Gonzalo a não ser que "se possa fazer uma solução fácil [e] tenha recursos disponíveis". Com os mesmos 1,500 clientes ainda sem eletricidade para a 23 de outubro, BELCO encarregou a várias equipas a restauração dos cortes de energia residuais de Fay de maneira prioritária, com a ajuda dos linheiros da Corporação de Serviços de Serviços Elétricos das Caraíbas que chegaram após Gonzalo. Após os dois furacões, o serviço não se restaurou por completo à ilha até 3 de novembro; BELCO finalmente gastou $2.9 milhões em reparos do sistema, após ter substituído 228 postes de serviços públicos e mais de 6,5 km (4 milhas) de cabo.